# 克拉克縣 (密蘇里州)
克拉克縣（英語：Clark County）是位於美国密蘇里州東北角的一個縣，北鄰艾奥瓦州，東隔密西西比河與伊利诺伊州相望，面積1,326平方公里。根據2020年美國人口普查，共有人口6,634人。縣治卡霍卡（Kahoka）。該縣成立於1836年12月16日，縣名紀念對路易斯安那購地進行偵察，後來成為密苏里领地總督的威廉·克拉克。